# Ořechov (ort i Tjeckien, Södra Mähren)
Ořechov är en ort i Tjeckien.   Den ligger i regionen Södra Mähren, i den sydöstra delen av landet, 190 km sydost om huvudstaden Prag. Ořechov ligger 296 meter över havet och antalet invånare är 2 368.
Terrängen runt Ořechov är huvudsakligen platt, men västerut är den kuperad.Runt Ořechov är det ganska tätbefolkat, med 120 invånare per kvadratkilometer. Närmaste större samhälle är Brno, 11,2 km nordost om Ořechov. Trakten runt Ořechov består till största delen av jordbruksmark.